# Jamalpur
Jamalpur é uma cidade e um município no distrito de Munger, no estado indiano de Bihar.

## Geografia
Jamalpur está localizada a 25° 18′ N, 86° 30′ L. Tem uma altitude média de 151 metros (495 pés).

## Demografia
Segundo o censo de 2001, Jamalpur tinha uma população de 96.659 habitantes. Os indivíduos do sexo masculino constituem 53% da população e os do sexo feminino 47%. Jamalpur tem uma taxa de literacia de 73%, superior à média nacional de 59,5%: a literacia no sexo masculino é de 80% e no sexo feminino é de 65%. Em Jamalpur, 14% da população está abaixo dos 6 anos de idade.